# Robert Kuhnert
Robert Kuhnert (* 22. Februar 1863 in Neusalz an der Oder; † 10. Februar 1947 in Blankenese) war ein deutscher Agrarwissenschaftler.

## Leben
Kuhnert, Sohn des Ökonomen Friedrich Kuhnert, erhielt eine praktische landwirtschaftliche Ausbildung auf dem Deutschhaushof in Marburg/Lahn und zwei Großbetrieben in Schlesien. Von 1888 bis 1899 war er landwirtschaftlicher Lehrer und Tierzuchtinspektor in Marburg an der Lahn und zugleich Sachverständiger für Weinbau im Rheingau, von 1899 bis 1905 Direktor der landwirtschaftlichen Winterschule in Elmshorn, danach Direktor der Probsteier Ackerbauschule in Schönburg/Holstein, die 1907 nach Preetz verlegt wurde. 1918 wurde er aus gesundheitlichen Gründen vorzeitig pensioniert.
Als ausgewiesener Spezialist für Flachsbau war Kuhnert Schriftführer des Sonderausschusses der Deutschen Landwirtschafts-Gesellschaft (DLG) für Flachsbau und Versuchsleiter des Ausschusses (1898–1934). 1900 gründete er von Elmshorn aus eine Versuchswirtschaft auf Gut Schäferhof bei Hamburg und ein Marschversuchsfeld in Raa bei Elmshorn, über deren Düngungs-, Anbau- und Fütterungsversuche mehrere Veröffentlichungen erschienen. 1908 war er Mitbegründer des Schleswig-Holsteinischen Saatbauvereins und bis zur Auflösung 1934 dessen Geschäftsführer. Kuhnert legte außerdem in allen größeren Ortschaften des östlichen Holstein Kartoffelkulturstationen an und gilt als ein bedeutender Förderer des holsteinischen Kartoffelanbaus. Einen Namen machte er sich auch als Leiter der Forstdüngungsversuche in Schleswig-Holstein und Schlesien. Von 1904 bis 1934 war er Schriftführer des Sonderausschusses der DLG für Forstdüngung.

## Werke
- Der Flachs, seine Kultur und Verarbeitung (Berlin 1898, 3. Auflage 1920)
- Der Flachsbau. Anleitung für den praktischen Landwirt (Berlin 1903, 3. Auflage 1915)
- Anleitungen zum Flachsbau (1917–1921)
- Der Kartoffelanbau in Nordwest-Deutschland (1917)
- Der Kartoffelbau im Schrebergarten (1919)